# Diana Shelstad
Diana Frost Shelstad (sinh ngày 19 tháng 8 năm 1947) là một nhà toán học người Úc nổi tiếng với công trình nghiên cứu của mình về dạng tự đẳng cấu, hiện là giáo sư tại Đại học Rutgers–Newark. Bà lấy bằng tiến sĩ tại Đại học Yale vào năm 1974 nhờ việc nghiên cứu các nhóm đại số rút gọn thực.

## Sự nghiệp
Shelstad đóng vai trò quan trọng trong việc phát triển lý thuyết nội soi, một phần của chương trình Langlands. Bà và Robert Langlands phỏng đoán bổ đề cơ bản vào năm 1984. Hơn 20 năm sau vào năm 2009, Ngô Bảo Châu đã giải được phỏng đoán này vào, từ đó cho ra vô số hệ quả.
Năm 1999, Shelstad phát triển một lý thuyết về nội soi xoắn với Robert Kottwitz.
Ngày 4 tháng 8 năm 2008, Shelstad có một bài phát biểu tại Banff International Research Station.

## Giải thưởng và vinh danh
Năm 2013, bà trở thành một thành viên của Hội Toán học Hoa Kỳ.

## Công trình tiêu biểu
- Shelstad, D. Characters and inner forms of a quasi-split group over {\displaystyle \mathbb {R} }. Compositio Mathematica, 39 (1979), số 1, 11–45.
- Langlands, R.; Shelstad, D. On principal values on p-adic manifolds. Lie group representations, II (College Park, Md., 1982/1983), 250–279, Lecture Notes in Math., 1041, Springer, Berlin, 1984.
- Kottwitz, R. và D. Shelstad Foundations of Twisted Endoscopy, Asterisque, tập 255, 1999
- Shelstad, D. On geometric transfer in real twisted endoscopy. Annals of Mathematics 176 (2012), số 3, 1919–1985.